# Les Escargots
Les Escargots ("Le chiocciole") è un cortometraggio d'animazione del 1966, diretto da René Laloux e basato su disegni di Roland Topor.

## Trama
Su un piccolo pianeta, un contadino si dispera per la scarsità del suo raccolto, ma si accorge che innaffiando le piantine con le sue lacrime riesce a farle crescere in modo prodigioso. Anche le chiocciole, però, diventano gigantesche, e dopo aver mangiato tutte le coltivazioni entrano nelle città e attaccano le persone; niente sembra essere in grado di arrestarle, ma quando iniziano ad accoppiarsi si bloccano e non danno più segni di vita.
Il contadino si mette allora a coltivare carote, che fa diventare grandi innaffiandole con le sue lacrime. Ma sono in agguato altri animali ingranditisi a dismisura: stavolta si tratta di conigli.

## Produzione
Les Escargots costituì la seconda collaborazione tra René Laloux ed il disegnatore Roland Topor, dopo Les Temps morts.

## Riconoscimenti
- 1966 – Festival cinematografico di Cracovia
  - Premio speciale della giuria[2]
- 1966 – Festival Internazionale del Film di Fantascienza di Trieste
  - Sigillo d'oro città di Trieste[3]
- 1977 – Premi Sant Jordi
  - Premio al miglior cortometraggio[4]